# 承康
承康（しょうこう）は、五胡十六国時代、後涼の君主呂光の治世で使用された可能性を指摘されている元号である。
『太平広記』巻321に引用されている『述異記』に「呂光承康二年…其年光死、子紹代立」などの記載があるが、呂光が死亡した399年を承康2年と仮定すると、改元は呂光が即位する1年前に龍飛から改元するなど不自然な点があり、またほとんどの史書にはこの年を龍飛4年と記載していることから、存在が確定するに至っていない。